# Championnat d'Europe des moins de 19 ans féminin de handball 2004
Navigation
Finlande 2002 Turquie 2007
Le championnat d'Europe des moins de 19 ans féminin de handball 2004 est la 5e édition du tournoi. Il se déroule en République tchèque du 30 juillet au 8 août 2004. Seules les joueuses nées après le 1er janvier 1985 peuvent participer à la compétition.
La Russie remporte son deuxième titre dans la catégorie en battant la Norvège en finale (25-24).

## Résultats

### Tour préliminaire
Les 16 équipes sont réparties dans 4 poules de 4 équipes. Les deux premiers sont qualifiés pour le tour principal et les deux derniers jouent des poules de classement.

### Tour principal
Les 8 équipes sont réparties dans 2 poules de 4 équipes. Les deux premiers sont qualifiés pour les demi-finales et les deux derniers jouent des matchs de classement.

### Tour final
|  | Demi-finales         | Demi-finales         | Demi-finales | Demi-finales |                               |        | Finale | Finale | Finale | Finale |
|  |                      |                      |              |              |                               |        |        |        |        |        |
|  | 7 août               | 7 août               | 7 août       | 7 août       |                               |        | 8 août | 8 août | 8 août | 8 août |
|  | Russie               | Russie               | 42           | 42           |                               |        | 8 août | 8 août | 8 août | 8 août |
|  | Russie               | Russie               | 42           | 42           |                               |        | 8 août | 8 août | 8 août | 8 août |
|  | Serbie-et-Monténégro | Serbie-et-Monténégro | 41           | 41           |                               |        | 8 août | 8 août | 8 août | 8 août |
|  | Serbie-et-Monténégro | Serbie-et-Monténégro | 41           | 41           | Russie                        | Russie | 25     | 25     |        |        |
|  | 7 août               |                      |              |              | Russie                        | Russie | 25     | 25     |        |        |
|  |                      |                      | Norvège      | Norvège      | 24                            | 24     |        |        |        |        |
|  | Norvège              | Norvège              | Norvège      | Norvège      | 24                            | 24     | 24     | 24     |        |        |
|  | Norvège              | Norvège              |              |              |                               |        |        | 24     |        |        |
|  | France               | France               | 20           | 20           |                               |        |        |        |        |        |
|  | France               | France               | 20           | 20           | Match pour la troisième place |        |        |        |        |        |
|  |                      |                      |              |              |                               |        |        |        |        |        |
|  | 8 août               |                      |              |              |                               |        |        |        |        |        |
|  | Serbie-et-Monténégro | Serbie-et-Monténégro | 39           | 39           |                               |        |        |        |        |        |
|  | Serbie-et-Monténégro | Serbie-et-Monténégro | 39           | 39           |                               |        |        |        |        |        |
|  | France               | France               | 28           | 28           |                               |        |        |        |        |        |
|  | France               | France               | 28           | 28           |                               |        |        |        |        |        |

## Le vainqueur
| Champion d'Europe des moins de 19 ans 2004 Russie 2e victoire |

## Classement final
Le classement final de la compétition est :
| Rang                      | Équipe               |
| ------------------------- | -------------------- |
| Médaille d'or, monde      | Russie               |
| Médaille d'argent, monde  | Norvège              |
| Médaille de bronze, monde | Serbie-et-Monténégro |
| 4                         | France               |
| 5                         | Croatie              |
| 6                         | Danemark             |
| 7                         | Allemagne            |
| 8                         | Pologne              |
| 9                         | Espagne              |
| 10                        | Roumanie             |
| 11                        | Rép. tchèque         |
| 12                        | Slovénie             |
| 13                        | Suède                |
| 14                        | Portugal             |
| 15                        | Islande              |
| 16                        | Autriche             |

## Effectif des équipes sur le podium

### Championne d'Europe:Russie
L'effectif de la Russie est :
- Galina Gabisova (7 matchs, 0 buts)
- Tatiana Parfenovaa (7 matchs, 0 buts)
- Iana Ouskova (7 matchs, 29 buts)
- Anna Kochetova (6 matchs, 24 buts)
- E Jilkina (5 matchs, 3 buts)
- Irina Bliznova (7 matchs, 29 buts)
- Ekaterina Andriouchina (7 matchs, 35 buts)
- Irina Svekolkina (7 matchs, 7 buts)
- Olga Levina (6 matchs, 25 buts)
- A Chivikova (5 matchs, 2 buts)
- Polina Vyakhireva (6 matchs, 11 buts)
- N Lukyanova (7 matchs, 8 buts)
- G Kouznetsova (6 matchs, 7 buts)
- Svetlana Poltoratskaïa (5 matchs, 3 buts)
- Olga Chernova (7 matchs, 21 buts)
- Alexandra Sytnikova (7 matchs, 7 buts)

### Vice-championne d'Europe:Norvège
L'effectif de la Norvège est :
- Kari Aalvik (7 matchs, 0 buts)
- Sakura Hauge (5 matchs, 0 buts)
- A Ringvold (4 matchs, 0 buts)
- Gøril Snorroeggen (7 matchs, 52 buts)
- I Pedersen (7 matchs, 9 buts)
- C Furnes (7 matchs, 15 buts)
- Trine Olsen (7 matchs, 12 buts)
- L Aarstad (7 matchs, 9 buts)
- Tonje Nøstvold (6 matchs, 12 buts)
- Linn Gossé (7 matchs, 27 buts)
- Tine Stange (7 matchs, 16 buts)
- Kristin Egeland (7 matchs, 8 buts)
- M Iversen (7 matchs, 1 buts)
- Marit Malm  Frafjord (7 matchs, 20 buts)
- Inga Berit Svestad (4 matchs, 8 buts)
- Sara Jacobsen (6 matchs, 2 buts)

### Troisième place:Serbie-et-Monténégro
L'effectif de la Serbie-et-Monténégro est :
- Sonja Barjaktarović (6 matchs, 0 buts)
- M Nikolić (7 matchs, 0 buts)
- M Milenković (7 matchs, 0 buts)
- Jovanka Radičević (7 matchs, 53 buts)
- M Cosić (4 matchs, 0 buts)
- S Cubela (4 matchs, 10 buts)
- A Mugoša (7 matchs, 3 buts)
- D Durović (7 matchs, 14 buts)
- A Dragutinović (7 matchs, 15 buts)
- M Jovanović (7 matchs, 32 buts)
- J Jovović (7 matchs, 6 buts)
- V Vlahović (7 matchs, 23 buts)
- Andrea Lekić (3 matchs, 0 buts)
- S Popović (7 matchs, 3 buts)
- A Radović (6 matchs, 56 buts)
- Jasna Tošković (7 matchs, 3 buts)

### Quatrième place:France
L'effectif de la France est :
- Wendy Obein (5 matchs, 0 buts)
- Amandine Leynaud (5 matchs, 0 buts)
- A Rouquette (5 matchs, 0 buts)
- Delphine Carrat (7 matchs, 22 buts)
- Siraba Dembélé (7 matchs, 17 buts)
- C Panquet (7 matchs, 15 buts)
- Marion Limal (6 matchs, 2 buts)
- Nimétigna Keita (7 matchs, 27 buts)
- M Olive (4 matchs, 1 buts)
- M Theophile (7 matchs, 3 buts)
- Camille Ayglon (6 matchs, 8 buts)
- Mariama Signaté (7 matchs, 27 buts)
- J Salaun (7 matchs, 13 buts)
- Alice Durand (7 matchs, 12 buts)
- Laurisa Landre (7 matchs, 13 buts)
- C Grundisch (6 matchs, 5 buts)